# Mont Takatsuma
Le mont Takatsuma (高妻山, Takatsuma-yama) est une montagne du Japon située à la limite des préfectures de Nagano et Niigata. Compris dans le parc national Myōkō-Togakushi Renzan, il est classé parmi les 100 montagnes célèbres du Japon.

## Géographie

### Situation
Le mont Takatsuma est situé à cheval sur la frontière séparant les préfectures de Nagano et Niigata, dans le nord-ouest de Nagano et le sud-ouest de Myōkō (préfecture de Niigata). Environ 195 km au nord-ouest de l'agglomération de Tokyo, il appartient au parc national Myōkō-Togakushi Renzan, une zone naturelle protégée par le gouvernement japonais. Son sommet, qui culmine à une altitude de 2 353 m, domine les monts Togakushi dont il fait partie.

### Hydrographie
Le mont Takatsuma est un élément de la ligne de partage des eaux séparant le bassin versant du fleuve Seki (versant nord-est) et celui du fleuve Shinano (versant sud-ouest). Des cours d'eau s'écoulent le long du versant nord-est de la montagne et rejoignent, à son pied, la rivière Hyōsawa. Celle-ci alimente le fleuve Seki qui serpente au pied du versant sud du mont Myōkō. Au bas du versant sud du mont Takatsuma circulent les eaux de la rivière Susobana, un affluent de rive gauche de la rivière Sai dont le cours se termine dans l'Ouest de Nagano, à son point de confluence avec le fleuve Shinano.

## Histoire
Il y a 10 Ma (Miocène), l'Ouest de l'île de Honshū était un fond marin en cours de comblement sédimentaire. Il y a 4 Ma, l'activité volcanique qui débute dans la région fait émerger les monts Arakura et Togakushi (1 904 m), produits d'accumulation de roches volcaniques sur la surface de la croûte terrestre. Autour de ces édifices volcaniques se forme une étendue de sable et un delta. Le magma jaillissant du sous-sol se mêle aux roches sédimentaires et façonne le relief local en se solidifiant. L'orogenèse du mont Takatsuma est achevée lorsqu'au Quaternaire (il y a environ 1,7 Ma) l'activité volcanique s'intensifie et donne naissance aux volcans voisins Iizuna (1 917 m), Sado (1 828 m), Kurohime (ja) (2 053 m) et Myōkō (2 454 m).